# Daughtry (álbum)
Daughtry es el primer álbum de la banda de rock estadounidense Daughtry, la banda fue formada por el finalista de la quinta temporada de American Idol, en Estados Unidos, Chris Daughtry.

## Promoción y lanzamiento
El primer sencillo lanzado de este álbum fue "It's Not Over", y el compañero y contendiente de la quinta temporada de American Idol, Ace Young, el productor Greg Wattenberg, y vocalista de la banda Course of Nature, Mark Wilkerson son acreditados como coescritores. El 6 de diciembre de 2007, la canción fue nominada como Mejor Canción de Rock y Mejor Desempeño de Rock por un Grupo o Duo para los quincuagésimos Premios Grammy. El álbum fue lanzado el 21 de noviembre de 2006 por RCA Records y 19 Recordings Limited.

## Recepción

### Crítica
La respuesta crítica fue mezclada. El consenso fue que el álbum fue agradable y el primer álbum de rock real de un alumno de American Idol, mientras que aún era muy comercial y no original. Mientras que Kern Barnes encontró el álbum "genérico" y lo llamó "FuelNickelStaindback". La revista People encontró el álbum como "un sólido si no espectacular esfuerzo y que por lo menos demuestra que Chris Daugthry no es solamente un contendiente de American Idol.

### Comercial
"It's Not Over" llevó el lanzamiento del álbum, y demostró ser un éxito, llegando al top cinco en múltiples tablas de música, incluyendo la tabla Billboard Hot 100 de los Estados Unidos, donde llegó a la posición número cuatro.
Compitiendo con una ráfaga de lanzamientos en su primera semana (Jay-Z, The Beatles, Johnny Cash y otros), Daughtry demostró ser comercialmente viable. Aunque Chris Daughtry haya llegado a cuarto lugar en la quinta temporada de American Idol, después del lanzamiento del álbum en noviembre, paso las ventas del álbum de la primera semana del ganador Taylor Hicks y de la semifinalista Katherine McPhee, que en sus álbumes debut vendieron 298 000 y 116 000 copias respectivamente en su primera semana. El álbum debutó en la posición número dos en el Billboard 200 de los Estados Unidos, atrás de Jay-Z con su álbum Kingdom Come. El álbum vendió 304 000 copias en su primera semana, el siguiente sencillo, "Home" acompañó a "It's Not Over" llegando a la posición número cinco, haciendo Daughtry el primer álbum debut por un participante de American Idol con dos sencillos en el top cinco del Hot 100.
El álbum fue certificado platino el 21 de diciembre del 2006. Llegó a la posición número uno, vendiendo 65 000 copias en su novena semana en la tabla, para la edición del 3 de febrero de 2007, haciéndolo el primer álbum de un alumno de American Idol que llegue a la posición número uno desde que llegó Ruben Studdard con su álbum Soulful en diciembre del 2003. La siguiente semana el álbum descendió a la posición número tres, pero sus ventas aumentaron a 80 000 copias. En las siguientes dos semanas el álbum permaneció en la posición número tres vendiendo 80 000 copias cada semana. Después de esto, las ventas aumentaron a 102 000 pero el álbum bajo a la posición número nueve en el Billboard 200; en la siguiente semana el álbum subió a la posición número dos en el Billboard 200 vendiendo 84 000. En la siguiente semana el álbum llegó a la posición número quince, y nuevo regreso a la posición número uno con ventas semanales de 90 000 copias. El 7 de marzo de 2007 el álbum fue certificado Doble Platino. El álbum fue lanzado el 20 de agosto en el Reino Unido debutando en la posición número trece.
Para la tabla de la semana del 30 de junio de 2007 el álbum fue certificado triple platino. El álbum se quedó en el top diez 27 semanas de las 28 semanas desde su lanzamiento. La semana número cuarenta y dos fue la semana más baja del álbum llegando a la posición número 30 en septiembre del 2007.
El cuarto sencillos de la banda "Over You" fue lanzado al top 40 y a Hot AC radio el 24 de julio. Debutó en la tabla Billboard Hot 100 el 16 de agosto. 
"Crashed" es el quinto sencillo del álbum y fue lanzado a estaciones de rock el 10 de septiembre de 2007.
El sexto sencillo del álbum, "Feels Like Tonight", fue lanzado el 8 de enero de 2008. El video debutó el lunes, 14 de enero de 2008 en Amazon.com.

### Comparaciones con otros participantes deAmerican Idol
Daughtry llegó a segundo lugar en mayores ventas en su primera semana por un participante de American Idol que no ganó la competencia. Actualmente es el álbum más vendido por un participante masculino de American Idol. También, es hasta la fecha uno de los tres álbumes que ha sido certificado triple platino por un participante de American Idol (las otras dos son Kelly Clarkson con Breakaway, y Carrie Underwood con Some Hearts). 

## Apariciones en los medios
"There and Back Again" fue el tema para Backlash 2007 de la WWE, es la primera vez que World Wrestling Entertainment uso una canción de un exparticipante de American Idol.
La canción "Crashed" puede ser escuchada en el comercial de Bionicle del 2007.
La canción "What About Now" fue escuchada en American Idol el jueves, 21 de febrero de 2008.

## Lista de canciones
1. "It's Not Over" - 3:35 (Chris Daughtry, Greg Wattenberg, Mark Wilkerson, Brett Young)
2. "Used To" - 3:32 (Chris Daughtry, Howard Benson)
3. "Home" - 4:15 (Chris Daughtry)
4. "Over You" - 3:27 (Chris Daughtry, Brian Howes)
5. "Crashed" - 3:31 (Nina Ossoff, Dana Calitri, Kathy Sommer, Chris Daughtry)
6. "Feels like Tonight" - 4:01 (Martin Sandberg, Lukasz Gottwald, Shep Solomon)
7. "What I Want" (featuring Slash) - 2:48 (Chris Daughtry, Brian Howes)
8. "Breakdown" - 4:01 (Chris Daughtry)
9. "Gone" - 3:21 (Chris Daughtry)
10. "There And Back Again" - 3:15 (Chris Daughtry, Brent Smith)
11. "All These Lives" - 3:24 (Chris Daughtry, Mitch Allan)
12. "What About Now" - 4:10 (Ben Moody, David Hodges, *Joshua Hartzler)[18]

Canciones Extra 
1. "Sorry" - 3:41 - iTunes- (Matthias Weber)
2. "Home (Acoustic)" - 4:15 - Wal-Mart
3. "Crashed (Acoustic)" - 3:17 - Wal-Mart
4. "Wanted Dead or Alive" - 4:31 - American Idol.com Descarga Extra
5. "crashed (remixed)" - 4:23 - todavía no se concigen en descarga directa o gratis
6. "Breakdown (Live)" - 4:02 - Canción Extra (Reino Unido solamente)

- *Joshua Hartzler no es acreditado en los comentarios de la portada está registrado bajo BMI por coescribir "What About Now'.

## Músicos del álbum
- Chris Daughtry - Vocalista
- Phil X - Guitarra
- Howard Benson - Teclados
- Paul Bushnell - Bajo
- Josh Freese - Batería
- Slash - Guitarrista invitado para la canción "What I Want."
- Chris Chaney - Bajo

## Posicionamiento

### Álbum
| Tabla (2006)                         | Posición |
| ------------------------------------ | -------- |
| EE. UU. Billboard 200                | 1        |
| Billboard Top Rock Albums de EE. UU. | 1        |
| Tabla de Álbumes del Reino Unido     | 13       |
| Tabla de Álbumes de Nueva Zelanda    | 16       |
| Tabla de Álbumes de Finlandia        | 34       |
| Tabla de Álbumes de Australia        | 38       |
| Tabla de Álbum de Suecia             | 47       |
| Tabla Francesa de Álbumes            | 51       |

### Sencillos
| Año  | Sencillo             | EE.UU. Billboard Hot 100 | EE.UU. Pop 100 | EE.UU. Hot Adult Top 40 Tracks Hot AC | EE.UU. Mainstream Rock Tracks | EE.UU. Modern Rock Tracks | Álbum    |
| ---- | -------------------- | ------------------------ | -------------- | ------------------------------------- | ----------------------------- | ------------------------- | -------- |
| 2006 | "It's Not Over"      | 4                        | 3              | 1                                     | 5                             | 17                        | Daughtry |
| 2007 | "Home"               | 5                        | 7              | 1                                     | -                             | -                         | Daughtry |
| 2007 | "What I Want"1       | -                        | -              | -                                     | 6                             | -                         | Daughtry |
| 2007 | "Over You"           | 18                       | 14             | 3                                     | -                             | -                         | Daughtry |
| 2007 | "Crashed"1           | -                        | -              | -                                     | 24                            | -                         | Daughtry |
| 2008 | "Feels Like Tonight" | 60                       | 36             | 17                                    | -                             | -                         | Daughtry |

- 1Solo fue lanzado en radio estaciones de rock en EE. UU.

## Historial de lanzamiento
| País                           | Fecha                   | Discográfica | Formato |
| ------------------------------ | ----------------------- | ------------ | ------- |
| Estados Unidos                 | 21 de noviembre de 2006 | RCA          | CD      |
| Filipinas                      | 12 de enero de 2007     | RCA          | CD      |
| Australia                      | 7 de abril de 2007      | SBME         | CD      |
| Suecia                         | 6 de junio de 2007      | RCA          | CD      |
| Brasil                         | Junio de 2007           | BMI          | CD      |
| Reino Unido                    | 20 de agosto de 2007    | BMG          | CD      |
| Estados Unidos Edición de Lujo | 9 de septiembre de 2008 | RCA          | CD/DVD  |

## Posiciones en las listas, certificaciones y ventas
| País           | Mejor posición | Certificación | Ventas    |
| -------------- | -------------- | ------------- | --------- |
| Australia      | -              | Oro           | 35.000    |
| Austria        | 24             | Oro           | 10.000    |
| Canadá         | 1              | 2x Platino    | 160.000   |
| Finlandia      | 3              | 3x Platino    | 90.000    |
| Francia        | 51             |               | 200.000   |
| Alemania       | 40             |               |           |
| Irlanda        | 1              |               | 120.000   |
| Países Bajos   | 33             |               |           |
| Nueva Zelanda  | 7              | Oro           | 7.500     |
| Noruega        | 22             |               |           |
| Singapur       | -              | Oro           | 6.000     |
| Sudáfrica      | -              | Oro           | 20.000    |
| Suecia         | 17             | Platino       | 40.000    |
| Suiza          | 12             |               |           |
| Reino Unido    | 13             | Oro           | 196.000   |
| Estados Unidos | 1              | 4x Platino    | 4.730.000 |